# Joint stereo
Joint stereo (ang. łączone stereo, połączone stereo) – w terminologii MPEG zbiorcza nazwa technik zapisu dźwięku dwukanałowego wykorzystujących podobieństwo wartości w poszczególnych kanałach do zwiększenia efektywności kompresji.

## Intensity stereo
Metoda pozwalająca na ograniczenie nadmiaru informacji użytych do zapisania kanałów stereofonicznych poprzez zapisanie części informacji stereo za pomocą pojedynczej wartości liczbowej uzupełnionej o wektor kierunku, z którego pochodzi dźwięk. Wykorzystuje ona fakt, że ludzki narząd słuchu nie pozwala na lokalizację położenia źródeł o skrajnie niskich i wysokich częstotliwościach. Dzięki temu możliwe jest osiągnięcie większego stopnia kompresji za cenę utraty części informacji stereo, co może prowadzić do pogorszenia separacji kanałów, a nawet wystąpienia słyszalnych zniekształceń (aliasing).

## Middle/side stereo
Metoda zapisu dźwięku stereo jako pary wartości oznaczających sumę (L+R) oraz różnicę (L-R) kanałów. Jest to bezstratne przekształcenie pozwalające na uzyskanie większego stopnia kompresji dla nagrań, w których oba kanały dźwięku przyjmują podobne wartości.
Jako metoda zapisu dźwięku stereo jest równoważna tej stosowanej na płytach gramofonowych. System ten jest również stosowany w radiofonii UKF FM stereo (w celu zapewnienia kompatybilności z odbiornikami mono).